# Lac de Bourdouze
Le lac de Bourdouze est un lac situé dans le département du Puy-de-Dôme (France) à proximité du puy de Sancy. Le lac est situé sur la commune de Besse-et-Saint-Anastaise.

## Géographie
Sa position géographique (parking à proximité de la route départementale 36)  est : 45° 28′ 14″ N, 2° 55′ 25,5″ E

## Milieu naturel

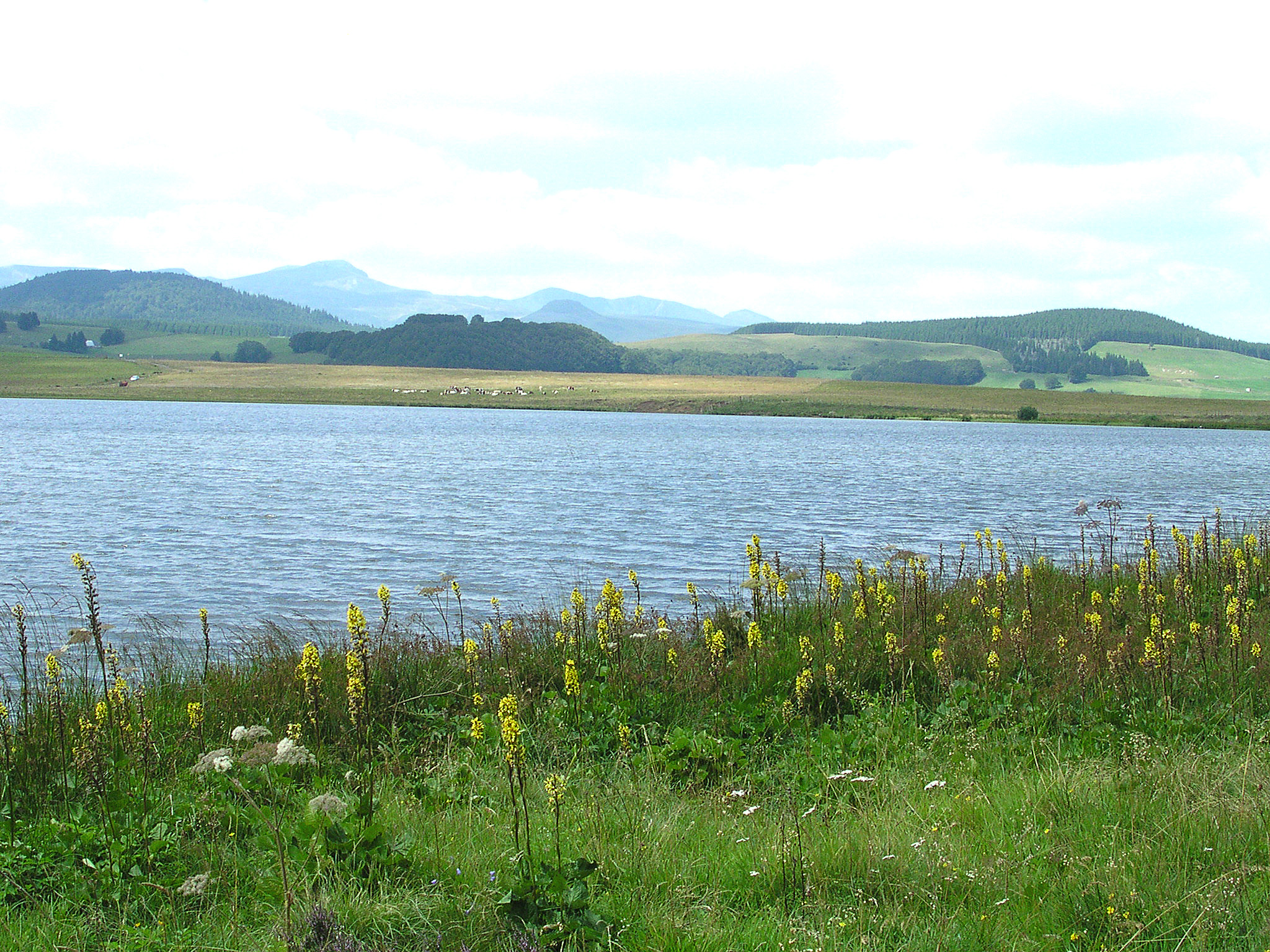
Le lac avec en premier plan des ligulaires de Sibérie.

Le lac s'est formé à partir d'une dépression d'origine glaciaire il y a 12 000 ans.
Il est partiellement recouvert d'une tourbière. Le mot Bourdouze signifie boueux. Onésime Reclus, dans son récit de voyage en France précise que « …le lac de Bourdouze n'est plus un lac… mais un étang tourbeux » . Sa surface a évolué au cours du temps et a diminué. Le lac tourbière de Bourdouze représente le premier stade de colonisation des eaux. Il y a colonisation des bords du lac par des hydrophytes. Parmi les plantes que l'on peut observer dans la tourbière qui jouxte le lac proprement dit, on peut voir la ligulaire de Sibérie qui fleurit en juillet-août (Ligularia sibirica).
Il est possible de pêcher des brochets, perches et des brèmes.